# Antonio Auffinger
Antonio Auffinger (né en 1983) est un mathématicien brésilien. Il travaille dans le domaine de la théorie des probabilités et de la physique mathématique . 

## Formation et carrière
Auffinger a terminé son doctorat au Courant Institute of Mathematical Sciences en 2011; sa thèse a été dirigée par Gérard Ben Arous et a reçu le prix Francisco Aranda-Ordaz de la Société Bernoulli pour la statistique mathématique et les probabilités,,.   
Il a été instructeur Leonard Eugene Dickson à l'université de Chicago avant de partir en 2014 à l'université Northwestern, où il est professeur associé de mathématiques.  

## Prix et distinctions
Auffinger a remporté un prix CAREER de la NSF (en) en 2016,. En 2010-2011 il est lauréat du prix Wilhelm-Magnus.
En 2017, il a reçu la médaille d'or du Consortium international des mathématiciens chinois pour sa preuve de l'unicité de la mesure Parisi dans les verres de spin,. Il a co-écrit un livre sur la percolation de premier passage publié par l'American Mathematical Society.  

## Sélection de publications
- avec Sandrine Péché, G. Ben Arous: « Poisson convergence for the largest eigenvalues of Heavy Tailed Random Matrices », Ann. Inst. Henri Poincaré, Arxiv 2007.